# Guia de remessa

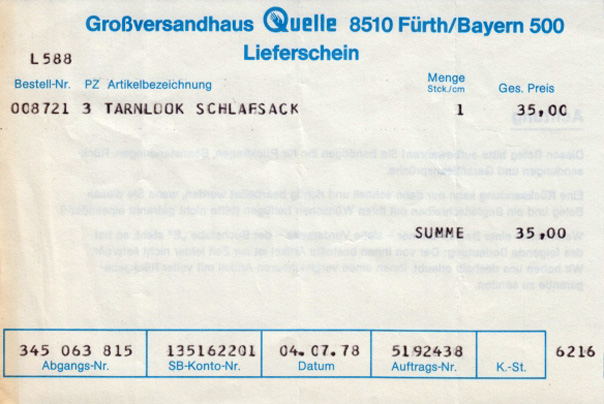

Guia de remessa é o documento que acompanha a documentação da carga a ser enviado para o destinatário. Também chamado de conhecimento de cargas. Nela são relacionados todos os documentos relacionados à carga a ser transportada, são notas fiscais, boletos bancários, seguros da carga, entre outros. Também pode ser conhecida pela sigla GR.